# Paralcis thricophora
Paralcis thricophora är en fjärilsart som beskrevs av George Francis Hampson 1895. Paralcis thricophora ingår i släktet Paralcis och familjen mätare. Inga underarter finns listade i Catalogue of Life.